# Asiceratinops kolymensis
Espèce
Synonymes
- Ceratinops kolymensis Eskov, 1992

Asiceratinops kolymensis est une espèce d'araignées aranéomorphes de la famille des Linyphiidae.

## Distribution
Cette espèce est endémique de Sibérie en Russie,.

## Étymologie
Son nom d'espèce, composé de kolym[a] et du suffixe latin -ensis, « qui vit dans, qui habite », lui a été donné en référence au lieu de sa découverte, la Kolyma.

## Publication originale
- Eskov, 1992 : A restudy of the generic composition of the linyphiid spider fauna of the Far East (Araneida: Linyphiidae). Entomologica Scandinavica, vol. 23, no 2, p. 153-168.